# Heinrich von Borck
Abraham Heinrich Friedrich Ferdinand von Borck (* 12. Oktober 1767; † 19. Januar 1827 in Krotoschin) war ein preußischer Landrat.

## Leben

### Herkunft und Familie
Heinrich von Borck war Angehöriger des pommerschen Adelsgeschlechts Borcke. Sein Vater war der im Fürstentum Ansbach ansässige Otto Melchior von Borck.

### Werdegang
Borck verfolgte von 1782 bis 1795 eine Offizierslaufbahn in der Preußischen Armee, genauer im Infanterieregiment „Favrat“, wo er bis zum Leutnant avancierte. Seit 1796 war er Landrat in der Provinz Südpreußen und amtierte zunächst im Gebiet der Warschauer Kammer, wo er dem Kreis Blonie vorstand. Er galt als der beste und tätigste preußische Landrat im Department Warschau und blieb bis 1806 dort. Von 1818 an war er Landrat des Kreises Krotoschin im Großherzogtum Posen, wo er seine Laufbahn beschloss.

### Familie
Aus der Ehe mit Ursula von Bolechowska († 1848) sind fünf Kinder geboren.
- Angelika ⚭ Apollinaris Jakob von Slugocki (1782–1860), preußischer Generalmajor
- Wilhelmine
- Ignatz (1797–1856) ⚭ Emmy von Hertzberg (1806–1876)
- Alexander (1802–1880), preußischer Generalmajor ⚭ 1833 Adolphine Gräfin zu Dohna (1810–1876)
- Leo (1804–1885) ⚭ Antonie von Malczewska